# Granite Mountain
Granite Mountain är ett berg i Kanada.   Det ligger i provinsen British Columbia, i den södra delen av landet, 3 200 km väster om huvudstaden Ottawa. Toppen på Granite Mountain är 2 036 meter över havet, eller 132 meter över den omgivande terrängen. Bredden vid basen är 1,3 km.
Terrängen runt Granite Mountain är bergig åt nordväst, men åt sydost är den kuperad. Närmaste större samhälle är Rossland, 4,1 km sydost om Granite Mountain.
I omgivningarna runt Granite Mountain växer i huvudsak barrskog. Runt Granite Mountain är det mycket glesbefolkat, med 5 invånare per kvadratkilometer.